# Сињавино
Сињавино (рус. Синявино) насељено је место са административним статусом варошице (рус. посёлок городского типа) на северозападу европског дела Руске Федерације. Налази се у централном делу Лењинградске области и административно припада Кировском рејону.
Према проценама националне статистичке службе за 2015. у вароши је живело 4.025 становника.
Статус насеља урбаног типа, односно варошице носи од 1930. године.

## Географија
Варошица Сињавино налази се у централном делу Лењинградске области, односно на северозападу Кировског рејона, на око 45 километара источно од Санкт Петербурга и на око 8 километара од рејонског центра Кировска.
У околини насеља налазе се бројне викендице које углавном припадају становницима из Санкт Петербурга.

## Историја
На узвишењу јужно од данашњег насеља император Петар Велики декретом је доделио земљу морнаричком поручнику Сергеју Сењавину по коме је имање и добило име. Извесно је да је почетком XVIII века на том месту већ постојало насеље под именом Сењавино. У близини се налазило село Вагриселка које се помиње на локалним картама из 1770. године
Према подацима првог сверуског пописа становништва из 1897. у селу је живело 615 становника.
До интензивнијег развоја села долази током 1920-их година након што је у околним подручјима почело са интензивнијом експлоатацијом тресета. У априлу 1930. сва околна насеља су уједињено у јединствено насеље Сињавино које је исте године добило статуст радничке варошице. Уочи Другог светског рата варошица је доживела велики демографски напредак и имала је преко 13,5 хиљада становника.
Током рата Сињавино се налазило у зони најжешћих ратних дејстава, у подручју у којем је у ратним дејствима погинуло преко 360.000 људи. Сињавино и околна насеља у рату су уништени до темеља. Првобитно насеље никада није обновљено, а уместо њега ту је подигнут меморијални комплекс страдалим у рату.
Ново насеље изграђено је после рата изнова нешто северније од првобитног насеља.

## Демографија
Према подацима са пописа становништва 2010. у вароши је живело 3.784 становника, док је према проценама националне статистичке службе за 2015. варошица имала 4.025 становника.
| 1939.  | 1959. | 1970. | 1979. | 1989. | 2002. | 2010. | 2015. |
| ------ | ----- | ----- | ----- | ----- | ----- | ----- | ----- |
| 13,500 | 1,847 | 664   | 1,665 | 1,949 | 3,611 | 3,784 | 4,025 |